# NGC 183
NGC 183은 안드로메다자리에 위치한 타원 은하이다. 1866년 11월 5일, 미국의 천문학자 Truman Henry Safford에 의해 발견되었다.